# جی بادبان
جی بادبان یک ستاره است که در صورت فلکی بادبان قرار دارد.